# Lecanochiton metrosideri
Lecanochiton metrosideri är en insektsart som beskrevs av William Miles Maskell 1882. Lecanochiton metrosideri ingår i släktet Lecanochiton och familjen skålsköldlöss. Inga underarter finns listade i Catalogue of Life.